# 현대 D0710
현대 D0710은 현대자동차의 25인승 마이크로 버스이자 라이트 버스이다. 1973년에 최초로 출시되었고 1977년 현대 HD 1000, HD160, HD170출시와 함께 2기모델이 출시되었다. 1981년 12월 자동차산업 합리화조치로 인해 후속 차량 없이 단종되었다.

## 세부 종류

#### D0710
현대 D0710은 현대자동차의 마이크로 버스, 라이트 버스이며 1973년에 출시되었다가 1977년 4월에 2기모델이 출시되었다. 한 때 서울특별시의 합승좌석버스(5년 뒤인 1982년에 좌석버스의 대형화로 대형 프론트엔진 좌석버스가 도입된 직후에도 운행하였다.)에도 이 차종이 운행한 전력이 있었으며 경쟁차종은 1977년 ~ 1978년에 출시한 AM807,AM808, 새한 BL이었으며, 1981년 12월 자동차산업 합리화조치로 인해 후속 없이 단종되었다. 1987년에 출시한 현대 코러스가 현대자동차에 있는 중형급 차종의 자리를 대신 채웠다. 총 2,874량이다.